# Franco Carminati
Franco Carminati (Sesto San Giovanni, 3 giugno 1931 – 2013) è stato un calciatore e allenatore di calcio italiano, di ruolo difensore.

## Carriera

### Giocatore
Inizia la carriera nella Pro Sesto, squadra della sua città natale, con la cui maglia nella stagione 1949-1950 gioca 3 partite nel campionato di Serie B. L'anno successivo colleziona invece 13 presenze in Serie C, mentre dal 1951 al 1953 gioca in Promozione, massimo livello regionale dell'epoca, collezionando altre 46 partite con la maglia biancoazzurra. Nel 1953 passa al Lecce, disputando in Serie C la stagione 1953-1954 (28 presenze) e la stagione 1954-1955 (33 presenze ed una rete, la sua prima in carriera, messa a segno in una vittoria casalinga per 2-1 contro il Prato). Lascia i salentini nel 1955 per accasarsi al Venezia, squadra di Serie C, con cui nella stagione 1955-1956 gioca 34 partite in terza serie vincendo il campionato e venendo riconfermato per la successiva stagione nel campionato di Serie B, nella quale disputa 29 partite senza mai segnare. Nell'estate del 1957 viene tesserato dal Monza, in Serie B; nella stagione 1957-1958 scende in campo in 29 occasioni e segna il suo primo gol in carriera nella serie cadetta, mentre l'anno seguente scende in campo in 2 occasioni nell'arco di tutto il campionato. Viene riconfermato per la stagione 1959-1960 (14 presenze senza reti), per la stagione 1960-1961 (3 presenze senza reti) ed infine anche per la stagione 1961-1962, chiusa con altre 10 presenze nella serie cadetta. Nel 1962 i brianzoli lo cedono dopo cinque stagioni, chiuse con un bilancio totale di 55 presenze ed una rete, alla Carrarese. Con i toscani nella stagione 1962-1963 segna 2 gol in 35 presenze in Serie D e gioca poi tre campionati consecutivi di Serie C fino al 1966.
In carriera ha giocato complessivamente 87 partite in Serie B, categoria in cui ha anche segnato una rete.

### Allenatore
Ha allenato per complessive tre stagioni la Pro Sesto nei campionati regionali lombardi.

## Palmarès

### Giocatore

#### Competizioni nazionali
- Serie C: 1

Venezia: 1955-1956
- Serie D: 1

Carrarese: 1962-1963